# アレックス・ペレイラ
アレックス・ペレイラ（Alex Pereira、1987年7月7日 - ）は、ブラジルの男性総合格闘家、元キックボクサー。サンパウロ州サンベルナルド・ド・カンポ出身。テイシェイラMMA & フィットネス所属。元UFC世界ライトヘビー級王者。元UFC世界ミドル級王者。UFC世界ライトヘビー級ランキング1位。UFCパウンド・フォー・パウンド・ランキング10位。UFC史上9人目の二階級制覇王者。元GLORY世界ライトヘビー級王者。元GLORY世界ミドル級王者。GLORY史上2人目の二階級制覇王者。GLORY史上初の二階級同時王者。GLORY殿堂入り。

## 来歴
ブラジルのファヴェーラで生まれ育つ。中学校を中退しレンガ職人の見習いとして働き、その後12歳からタイヤショップで働き始めるも、同僚の影響でアルコール依存症に陥ってしまい、依存症を克服するために2009年からキックボクシングを始めた。また、アマチュアボクシングでは25勝（25KO）3敗の戦績を持つ。

### キックボクシング
2010年、プロキックボクシングデビュー。
2014年、GLORYミドル級コンテンダートーナメントに出場。準決勝でダスティン・ジャコビーに1RKO勝ち、決勝でサハク・パルパリヤンに判定勝ちを収め優勝を果たした。
2016年4月2日、GLORY OF HEROESでイスラエル・アデサンヤと対戦し、判定勝ちを収めたが、試合後にはアデサンヤの勝利を支持する声が多数挙がった。
2017年3月4日、GLORY OF HEROES 7でイスラエル・アデサンヤと再戦。試合の主導権を握られ、2Rにはスタンディングダウンを奪われるも、3Rに左フックで逆転のKO勝ち。
2017年10月14日、GLORY 46: ChinaでのGLORY世界ミドル級タイトルマッチで王者サイモン・マーカスに挑戦し、判定勝ちを収め王座獲得に成功した。その後、ミドル級王座を5度防衛。
2019年9月28日、GLORY 68: MiamiのGLORY世界ライトヘビー級暫定王座決定戦でドネギ・アベナと対戦し、左フックで3RKO勝ち。ミドル級に続いてライトヘビー級の王座獲得に成功し、GLORY史上初の二階級同時王者となった。
2021年1月30日、GLORY 77: RotterdamのGLORY世界ライトヘビー級王座統一戦で正規王者アルチョム・ヴァヒトフと対戦し、判定勝ちを収め王座統一に成功。その後、ミドル級王座を剥奪された。
2021年9月4日、GLORY 78: RotterdamのGLORY世界ライトヘビー級タイトルマッチで挑戦者アルチョム・ヴァヒトフと再戦し、判定負け。王座から陥落した。
2023年11月4日、GLORY Collision 6でペレイラのGLORY殿堂入りが発表された。

### UFC
2021年11月6日、UFC初参戦となったUFC 268でアンドレアス・マイカライディスと対戦し、左飛び膝蹴りでダウンを奪いパウンドで2RTKO勝ち。パフォーマンス・オブ・ザ・ナイトを受賞した。
2022年7月2日、UFC 276でミドル級ランキング4位のショーン・ストリックランドと対戦し、左フックでダウンを奪い追撃の右ストレートで1RKO勝ち。パフォーマンス・オブ・ザ・ナイトを受賞した。また、クリプト・ドットコムのファン・ボーナス・オブ・ザ・ナイトで3位に入賞し、1万ドル分のビットコインを獲得した。

#### UFC世界ミドル級王座獲得
2022年11月12日、UFC 281のUFC世界ミドル級タイトルマッチで王者イスラエル・アデサンヤに挑戦。1R終了間際に右ストレートと左フックを効かされ、グラウンドの攻防でも劣勢に立たされるも、5Rに左フックを効かせ追撃のスタンドパンチ連打で逆転のTKO勝ち。王座獲得に成功し、パフォーマンス・オブ・ザ・ナイトを受賞した。

#### UFC世界ミドル級王座陥落
2023年4月8日、UFC 287のUFC世界ミドル級タイトルマッチでミドル級ランキング1位の元UFC世界ミドル級王者イスラエル・アデサンヤと再戦。ローキックを効かせるものの、2Rに攻勢に出た際にカウンターの右フックを効かされ追撃の右ストレートでKO負け。王座から陥落し、リベンジを許した。
2023年7月29日、ライトヘビー級転向初戦となったUFC 291でライトヘビー級ランキング3位の元UFC世界ライトヘビー級王者ヤン・ブラホヴィッチと対戦し、2-1の判定勝ち。

#### UFC世界ライトヘビー級王座獲得・二階級制覇
2023年11月11日、UFC 295のUFC世界ライトヘビー級王座決定戦でライトヘビー級ランキング1位の元UFC世界ライトヘビー級王者イリー・プロハースカと対戦。2Rに前進したプロハースカにカウンターの左ショートフックでダウンを奪い、苦し紛れのタックルを仕掛けたプロハースカの側頭部に肘打ちを連打しKO勝ち。UFC参戦から僅か2年でミドル級に続いてライトヘビー級の王座獲得に成功するとともに、UFC史上9人目となる二階級制覇を達成し、パフォーマンス・オブ・ザ・ナイトを受賞した。
2024年4月13日、UFC 300のUFC世界ライトヘビー級タイトルマッチでライトヘビー級ランキング1位の挑戦者ジャマール・ヒルと対戦し、左フックでダウンを奪いパウンドで1RKO勝ち。王座の初防衛に成功した。試合後に柔術コーチのプリニオ・クルーズからブラジリアン柔術の黒帯が授与された。
2024年6月22日、UFC 303のライトヘビー級タイトルマッチでライトヘビー級ランキング1位の挑戦者イリー・プロハースカと再戦。1R終了時に左フックでダウンを奪うと、2R開始時に左ハイキックで再びダウンを奪いパウンドで2RTKO勝ち。2度目の王座防衛に成功し、パフォーマンス・オブ・ザ・ナイトを受賞した。当初、同大会のメインイベントはコナー・マクレガーとマイケル・チャンドラーの対戦が予定されていたが、6月13日にマクレガーが左足の小指の骨折により欠場したため、代役で急遽ペレイラとプロハースカの再戦がメインイベントで組まれた。
2024年10月5日、UFC 307のUFC世界ライトヘビー級タイトルマッチでライトヘビー級ランキング8位の挑戦者カリル・ラウントリー・ジュニアと対戦。序盤から中盤にかけてはスタンドで互角の展開となったものの、徐々にペースを掴み、4Rに動きが落ちたラウントリーに打撃を効かせ続け、最後は左右のボディブローから右アッパーでTKO勝ち。UFC史上最短となる175日間で3度目の王座防衛に成功し、ファイト・オブ・ザ・ナイトを受賞した。

#### UFC世界ライトヘビー級王座陥落
2025年3月8日、UFC 313のUFC世界ライトヘビー級タイトルマッチでライトヘビー級ランキング1位の挑戦者マゴメド・アンカラエフと対戦。アンカラエフのテイクダウンを全て防いだものの、2R終盤に左フックを効かされるなど劣勢となり0-3の5R判定負け。王座から陥落した。

## ファイトスタイル
ボディへのパンチやカーフキックで相手の集中を散らし、ジャブとストレートでフェイントをかけ、その隙を狙い相手の側頭部と顎を的確に捉える強力無比な左フックを得意とし、プロボクサーのライアン・ガルシアはペレイラを「左フックの打ち方を熟知している数少ない選手の一人」と評価している。また、ペレイラのカーフキックは上半身を捻るなどの予備動作が無く、相手の真正面を向いた状態でコンパクトに放たれるためディフェンスが困難である。テイクダウンディフェンス率は70%と高数値であり、テイクダウンを奪われても相手の寝技を防ぎ、ケージを利用してすぐに立ち上がるなど優れた適応能力を見せる。

## 人物・エピソード
- ブラジルの先住民であるパタソ族（英語版）にルーツを持つ。
- トゥピ語で石の手を意味する「ポアタン」（Poatan）の異名を持つが、トゥピ語はパタソ族の民族言語ではない[22]。このニックネームは、ペレイラの最初のキックボクシングトレーナーであったベロクア・ウェラによって付けられたもので、ウェラはペレイラがパタソ族のルーツを見つけるのを手助けした人物でもある[23]。
- ペレイラが頻繁に口にする「シャーマ」（Chama）という言葉は、ポルトガル語のスラングでレッツゴー（Let's go）を意味する。この言葉はペレイラのキャッチフレーズとして定着し、ペレイラが登場した時には観客から掛け声が上がることもある[24]。
- 普段は感情を表に出さず、常にポーカーフェイスであることから、ファンはそれを揶揄してSNSでペレイラをモアイ象の絵文字に例えることが多い[25]。
- ナチュラルウェイトは230ポンド（104kg）近くあり、ミドル級時代には計量時の体重185ポンド（83.9kg）から試合当日の体重219ポンド（99.3kg）まで驚異的なリカバリーを行っていた[26]。また、現在主戦場とするライトヘビー級でも、計量時の体重205ポンド（92.9kg）から、試合当日はナチュラルウェイトの230ポンド（104kg）までリカバリーを行う[27]。
- イスラエル・アデサンヤとはキックボクシングで2度、総合格闘技で2度対戦するなど長きに渡り因縁があったが、アデサンヤがUFC 305でドリカス・デュ・プレシと対戦する前に、ペレイラは「アデサンヤが勝つことを願っている。彼には素晴らしい物語がある。私はもう彼に腹を立てていないし、恨みも持っていない。彼を知る人は皆、口を揃えて彼を親切だと言っている。いつか彼とトレーニングして知識を共有したい」と語り、アデサンヤは「ペレイラは特別なファイターだ。彼が格闘技と人生で成し遂げたこと常にを尊敬している」と語りお互いに敬意を表した[28][29]。
- 前妻との間に2人の息子がいる。また、実妹のアリーネ・ペレイラ（英語版）もキックボクサーと総合格闘家であり、GLORYに参戦していた。
- 2024年7月、オーストラリア・メルボルンの小児病院を訪問した際に、癌を患っている10代のファンから「抗がん剤治療が始まるので、私の髪の毛を剃ってくれませんか？もし誰かが剃ってくれるなら、それが貴方だったら嬉しいです」と頼まれ、ペレイラはそれに応え髪の毛を剃った後に「私には2人の息子がいる。これはとても辛いことだ」と語り涙を流した[30][31]。
- 2023年6月、自身のコーチである元UFC世界ライトヘビー級王者グローバー・テイシェイラにハーレーダビッドソンのバイクをプレゼントしている[32]。

## 戦績

### 総合格闘技
| 総合格闘技 戦績 | 総合格闘技 戦績 | 総合格闘技 戦績 | 総合格闘技 戦績 | 総合格闘技 戦績 | 総合格闘技 戦績 | 総合格闘技 戦績 |
| --------------- | --------------- | --------------- | --------------- | --------------- | --------------- | --------------- |
| 15 試合         | (T)KO           | 一本            | 判定            | その他          | 引き分け        | 無効試合        |
| 12 勝           | 10              | 0               | 2               | 0               | 0               | 0               |
| 3 敗            | 1               | 1               | 1               | 0               | 0               | 0               |

| 勝敗 | 対戦相手                               | 試合結果                                    | 大会名                                                                   | 開催年月日     |
|      | マゴメド・アンカラエフ                 | 試合前                                      | UFC 320: Ankalaev vs. Pereira 2 【UFC世界ライトヘビー級タイトルマッチ】  | 2025年10月4日  |
| ×    | マゴメド・アンカラエフ                 | 5分5R終了 判定0-3                           | UFC 313: Pereira vs. Ankalaev 【UFC世界ライトヘビー級タイトルマッチ】    | 2025年3月8日   |
| ○    | カリル・ラウントリー・ジュニア         | 4R 4:32 TKO（左右ボディブロー→右アッパー）  | UFC 307: Pereira vs. Rountree 【UFC世界ライトヘビー級タイトルマッチ】    | 2024年10月5日  |
| ○    | イリー・プロハースカ                   | 2R 0:13 TKO（左ハイキック→パウンド）        | UFC 303: Pereira vs. Procházka 2 【UFC世界ライトヘビー級タイトルマッチ】 | 2024年6月29日  |
| ○    | ジャマール・ヒル                       | 1R 3:14 KO（左フック→パウンド）             | UFC 300: Pereira vs. Hill 【UFC世界ライトヘビー級タイトルマッチ】        | 2024年4月13日  |
| ○    | イリー・プロハースカ                   | 2R 4:08 KO（左フック→側頭部への肘打ち連打） | UFC 295: Procházka vs. Pereira 【UFC世界ライトヘビー級王座決定戦】       | 2023年11月11日 |
| ○    | ヤン・ブラホヴィッチ                   | 5分3R終了 判定2-1                           | UFC 291: Poirier vs. Gaethje 2                                           | 2023年7月29日  |
| ×    | イスラエル・アデサンヤ                 | 2R 4:21 KO（右ストレート→パウンド）         | UFC 287: Pereira vs. Adesanya 2 【UFC世界ミドル級タイトルマッチ】        | 2023年4月8日   |
| ○    | イスラエル・アデサンヤ                 | 5R 2:01 TKO（左フック→スタンドパンチ連打）  | UFC 281: Adesanya vs. Pereira 【UFC世界ミドル級タイトルマッチ】          | 2022年11月12日 |
| ○    | ショーン・ストリックランド             | 1R 2:36 KO（左フック→右ストレート）         | UFC 276: Adesanya vs. Cannonier                                          | 2022年7月2日   |
| ○    | ブルーノ・シウバ                       | 5分3R終了 判定3-0                           | UFC Fight Night: Santos vs. Ankalaev                                     | 2022年3月12日  |
| ○    | アンドレアス・マイカライディス         | 2R 0:18 TKO（左飛び膝蹴り→パウンド）        | UFC 268: Usman vs. Covington 2                                           | 2021年11月6日  |
| ○    | トーマス・パウエル                     | 1R 4:04 KO（左フック）                      | LFA 95                                                                   | 2020年11月20日 |
| ○    | マルクス・ヴィニシウス・ジ・シウベイラ | 2R 4:55 TKO（左フック）                     | Jungle Fight 87                                                          | 2016年5月21日  |
| ○    | マルセロ・クルス                       | 1R 4:07 KO（左フック）                      | Jungle Fight 85                                                          | 2016年1月23日  |
| ×    | ケムエル・オットーニ                   | 3R 2:52 リアネイキドチョーク                | Jungle Fight 82                                                          | 2015年10月24日 |

### キックボクシング
| キックボクシング 戦績 | キックボクシング 戦績 | キックボクシング 戦績 | キックボクシング 戦績 | キックボクシング 戦績 | キックボクシング 戦績 | キックボクシング 戦績 |
| --------------------- | --------------------- | --------------------- | --------------------- | --------------------- | --------------------- | --------------------- |
| 40 試合               | (T)KO                 | 判定                  | その他                | 引き分け              | 無効試合              |                       |
| 33 勝                 | 21                    | 12                    | 0                     | 0                     | 0                     |                       |
| 7 敗                  | 2                     | 5                     | 0                     | 0                     | 0                     |                       |

| 勝敗 | 対戦相手                 | 試合結果                        | 大会名                                                                 | 開催年月日     |
| ×    | アルチョム・ヴァヒトフ   | 5R終了 判定1-3                  | Glory 78: Rotterdam 【GLORY世界ライトヘビー級タイトルマッチ】          | 2021年9月4日   |
| ○    | アルチョム・ヴァヒトフ   | 5R終了 判定3-2                  | Glory 77: Rotterdam 【GLORY世界ライトヘビー級王座統一戦】              | 2021年1月30日  |
| ○    | エルトゥール・バイラック | 1R 3:00 KO（左フック）          | Glory Collision 2 【GLORY世界ミドル級タイトルマッチ】                  | 2019年12月21日 |
| ○    | ドネギ・アベナ           | 3R 2:08 KO（左フック）          | Glory 68: Miami 【GLORY世界ライトヘビー級暫定王座決定戦】              | 2019年9月28日  |
| ○    | ジェイソン・ウィルニス   | 1R 1:31 KO（飛び膝蹴り）        | Glory 65: Utrecht 【GLORY世界ミドル級タイトルマッチ】                  | 2019年5月17日  |
| ○    | サイモン・マーカス       | 5R終了 判定5-0                  | Glory 58: Chicago 【GLORY世界ミドル級タイトルマッチ】                  | 2018年9月14日  |
| ○    | ユースリー・ベルガロウイ | 1R 2:16 KO（右フック）          | Glory 55: New York 【GLORY世界ミドル級タイトルマッチ】                 | 2018年7月20日  |
| ○    | ユースリー・ベルガロウイ | 3R 1:54 TKO（ドクターストップ） | Glory 49: Rotterdam 【GLORY世界ミドル級タイトルマッチ】                | 2017年12月9日  |
| ○    | サイモン・マーカス       | 5R終了 判定5-0                  | Glory 46: China 【GLORY世界ミドル級タイトルマッチ】                    | 2017年10月14日 |
| ○    | マイコン・シウバ         | 2R 2:00 KO（左フック）          | WGP Kickboxing 40 【WGPキックボクシングミドル級タイトルマッチ】        | 2017年9月16日  |
| ×    | ユースリー・ベルガロウイ | 3R終了 判定0-5                  | Glory 40: Copenhagen 【GLORY世界ミドル級挑戦者決定トーナメント決勝】   | 2017年4月29日  |
| ○    | ブリム・ラマ             | 3R 1:42 KO（右フック）          | Glory 40: Copenhagen 【GLORY世界ミドル級挑戦者決定トーナメント準決勝】 | 2017年4月29日  |
| ○    | イスラエル・アデサンヤ   | 3R KO（左フック）               | Glory of Heroes 7                                                      | 2017年3月4日   |
| ×    | アルトゥール・キシェンコ | 2R 2:55 TKO（パンチ連打）       | Kunlun Fight 48                                                        | 2016年7月31日  |
| ○    | ジュニア・アルファ       | 4R KO（右フック）               | WGP Kickboxing 30                                                      | 2016年5月8日   |
| ○    | イスラエル・アデサンヤ   | 5R終了 判定3-0                  | Glory of Heroes 1                                                      | 2016年4月2日   |
| ○    | セザル・アルメイダ       | 5R終了 判定                     | WGP Kickboxing 25 【WGPキックボクシングミドル級王座決定戦】            | 2015年7月25日  |
| ×    | ジェイソン・ウィルニス   | 3R終了 判定0-5                  | Glory 20: Dubai 【GLORY世界ミドル級挑戦者決定トーナメント準決勝】      | 2015年4月3日   |
| ○    | イヴァン・ガラス         | 2R KO（3ノックダウン）          | WGP Kickboxing 24                                                      | 2014年12月20日 |

### ボクシング
| プロボクシング 戦績 | プロボクシング 戦績 | プロボクシング 戦績 | プロボクシング 戦績 | プロボクシング 戦績 | プロボクシング 戦績 | プロボクシング 戦績 |
| ------------------- | ------------------- | ------------------- | ------------------- | ------------------- | ------------------- | ------------------- |
| 1 試合              | (T)KO               | 判定                | その他              | 引き分け            | 無効試合            |                     |
| 1 勝                | 1                   | 0                   | 0                   | 0                   | 0                   |                     |
| 0 敗                | 0                   | 0                   | 0                   | 0                   | 0                   |                     |

| 戦           | 日付          | 勝敗 | 時間 | 内容 | 対戦相手                       | 国籍     | 備考 |
| ------------ | ------------- | ---- | ---- | ---- | ------------------------------ | -------- | ---- |
| 1            | 2017年6月17日 | 勝利 | 3R   | TKO  | マルセロ・ジ・ソウザ・クルーズ | ブラジル |      |
| テンプレート |               |      |      |      |                                |          |      |

## 獲得タイトル

### 総合格闘技
- 第12代UFC世界ミドル級王座（2022年）
- 第19代UFC世界ライトヘビー級王座（2023年）

### キックボクシング
- 第4代GLORY世界ライトヘビー級王座（2021年）
- 第5代GLORY世界ミドル級王座（2017年）
- GLORY世界ライトヘビー級暫定王座（2019年）
- GLORYミドル級コンテンダートーナメント 優勝（2014年）
- WGPキックボクシング ミドル級王座（2015年）
- WGP 85kg未満級王座（2012年）
- WAKOプロ K-1 パンアメリカン 85kg未満級王座（2013年）
- WAKOアマチュア K-1 91kg未満級 準優勝（2013年）

## 表彰
- UFC パフォーマンス・オブ・ザ・ナイト（5回）
- UFC ファイト・オブ・ザ・ナイト（1回）
- GLORY殿堂入り（2023年）
- World MMA Awards ファイター・オブ・ザ・イヤー（2024年）

### 映像資料
1. ↑  Israel Adesanya vs. Alex Pereira 1 - Full Fight (HD). Panda Fighter - YouTube. 26 October 2021.